# Crocidosema bostrychodes
Crocidosema bostrychodes es una especie de mariposa del género Crocidosema, familia Tortricidae.
Fue descrita científicamente por Diakonoff en 1992.